# Magnum Engineering

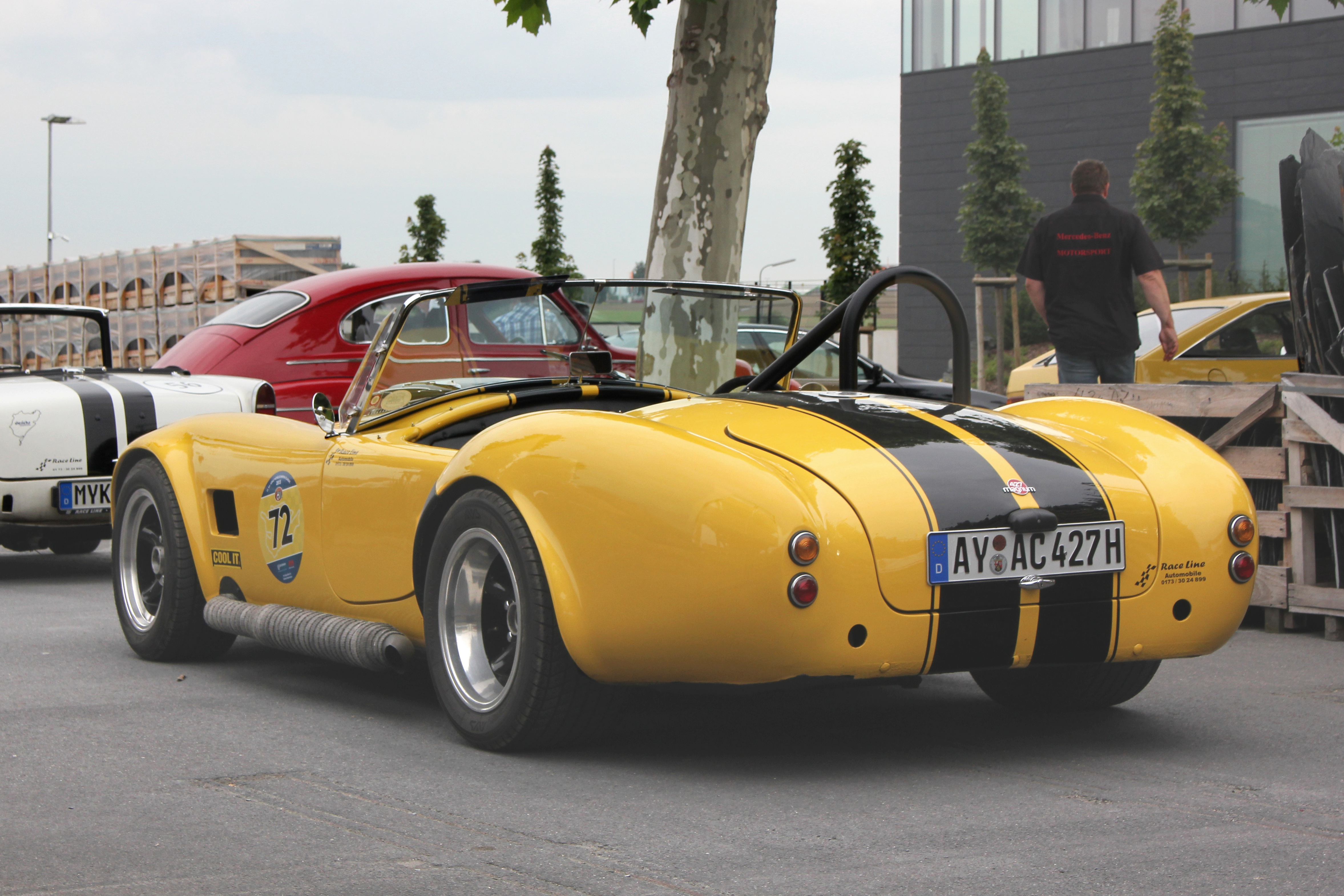
Cobra 427 Magnum …

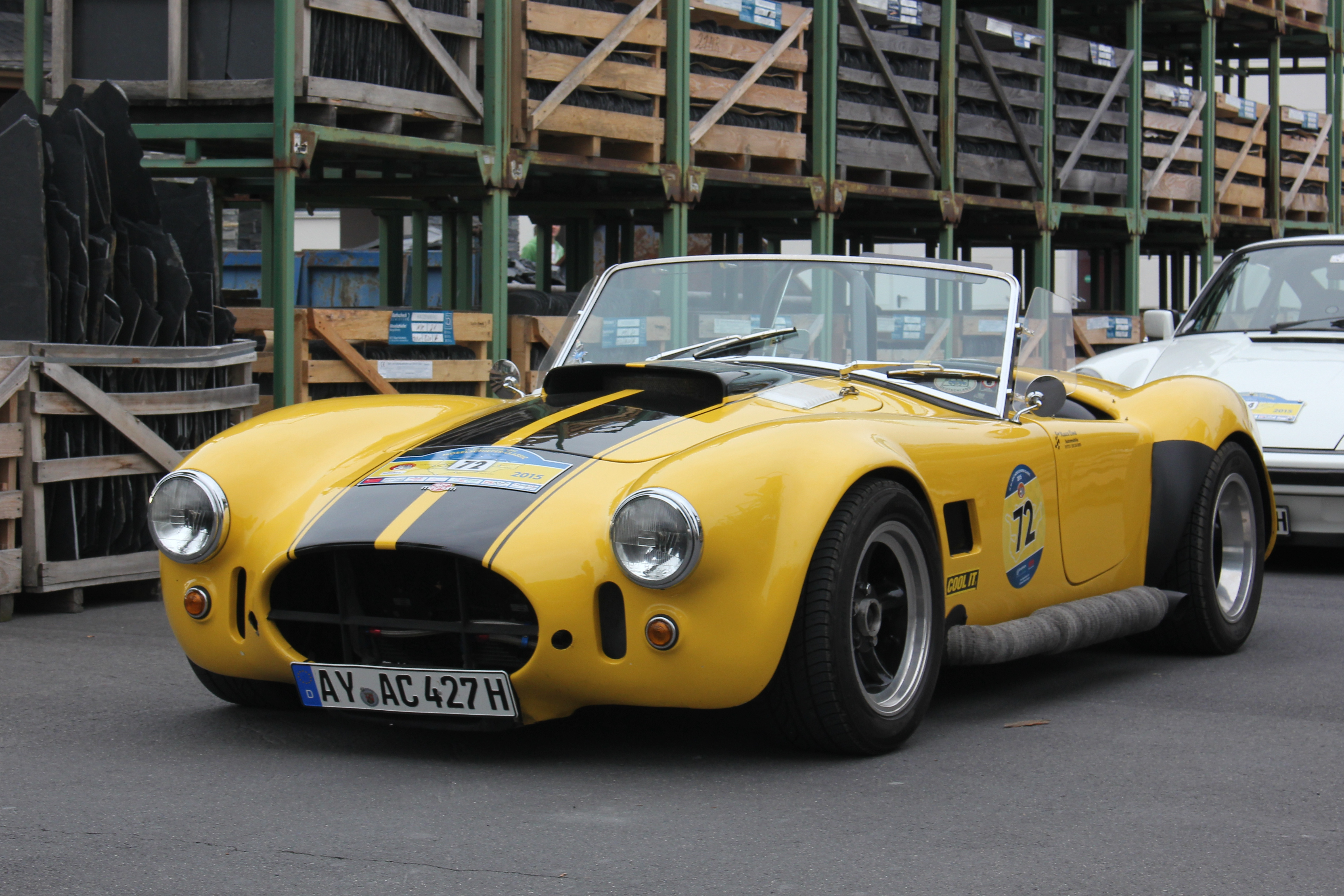
… bei der Moselschiefer-Classic

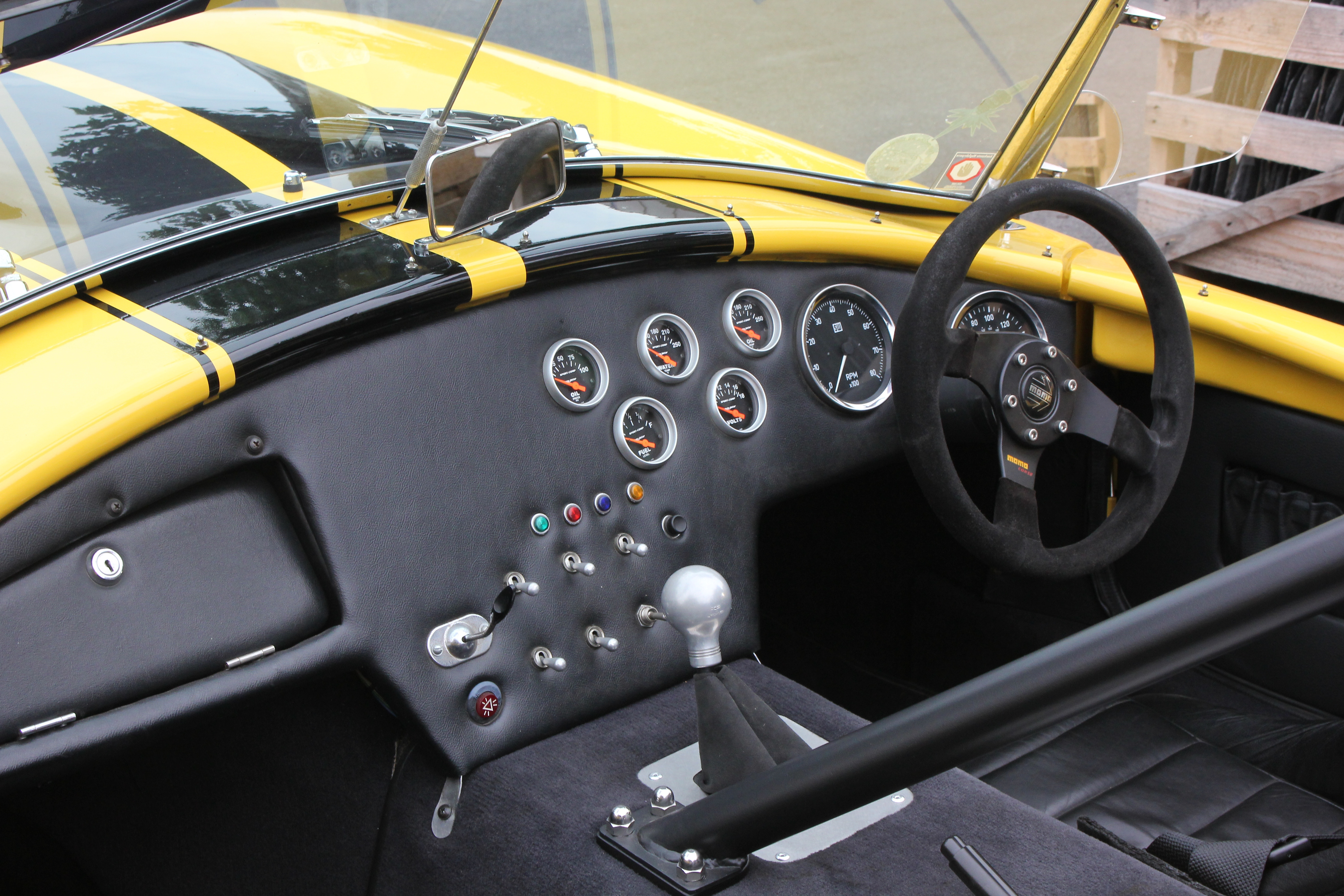
Cockpit mit Momo-Lenkrad

Magnum Engineering, vorher Fieldbay, war ein britischer Hersteller von Automobilen.

## Unternehmensgeschichte
Mike Broad gründete 1987 das Unternehmen Fieldbay in Daventry in der Grafschaft Northamptonshire. Er begann mit der Produktion von Automobilen und Kits unter dem Markennamen Magnum. Nach der Insolvenz 1992 gründete Broad 1993 das Nachfolgeunternehmen Magnum Engineering in Leamington Spa in Warwickshire. 2006 trat Robin Stewart ins Unternehmen ein und leitete es ab 2008, als sich Broad zurückzog. 2008 nahm das Unternehmen an der Stoneleigh Kit Car Show teil. Zu dieser Zeit befand sich der Unternehmenssitz in Bloxham bei Banbury in Oxfordshire. 2009 endete die Produktion. Insgesamt entstanden etwa 85 Fahrzeuge.
Vom 27. Juni 2007 bis zum 7. Februar 2012 existierte ebenfalls in Bloxham die Magnum Engineering Limited als Fahrzeughersteller. Direktoren waren Craig Stewart und Irene Margaret Stewart. Die Verbindung zu Magnum Engineering ist nicht bekannt.

## Fahrzeuge
Das einzige Modell war der 427, eine Nachbildung des AC Cobra. Zunächst bildete ein Spaceframe-Rahmen die Basis. Darauf wurde eine offene zweisitzige Karosserie aus glasfaserverstärktem Kunststoff montiert. Ab 1993 ergänzte ein Modell mit einem Semi-Monocoque und dem Zusatz SM das Sortiment. Das bisherige Modell erhielt daraufhin den Zusatz SF. Ein Aufbau aus aramidfaserverstärktem Kunststoff war nach 1993 ebenfalls erhältlich.
Verschiedene V6- und V8-Motoren von Chevrolet, Ford und Jaguar standen für die Fahrzeuge zur Wahl. Überliefert sind Fahrzeuge von 1998 mit 2792 cm³ Hubraum und von 2007 mit 5000 cm³ Hubraum. Ein weiteres Fahrzeug hat eine deutsche Zulassung.
2005 kostete ein Bausatz 11.691 Pfund und ein Fertigfahrzeug ab 25.000 Pfund. Zum Vergleich: Der Pilgrim Sumo von Pilgrim Cars als günstige Alternative kam auf 1.299 Pfund für den Bausatz und fertig zusammengebaut mindestens auf 15.500 Pfund.
Eine britische Automobilzeitschrift testete ein Fahrzeug. Es hatte einen V8-Motor von Ford mit original 302 Kubikzoll, dessen Hubraum auf etwa 5735 cm³ (350 Kubikzoll) erhöht war und der rund 220 kW (300 PS) leistete. Das Leergewicht betrug rund 900 kg.